# 남해 용문사 석조보살좌상
남해 용문사 석조보살좌상(南海 龍門寺 石造菩薩坐像)은 대한민국 경상남도 남해군 이동면 용소리, 용문사에 있는 남북국 시대 신라의 석불이다.
1974년 12월 28일 경상남도의 유형문화재 제138호 용문사석불로 지정되었다가, 2018년 12월 20일 현재의 명칭으로 변경되었다.

## 개요
약 300년 전 경상남도 남해군 이동면 용문사 경내에서 발견된 보살상이다. 현재는 하얀 분칠을 한 상태여서 본래의 모습을 자세히 알 수 없다.
사각형에 가까운 얼굴은 원만하나 눈과 입이 작고 코가 큼직하여 다소 형식화된 면이 보인다. 긴 상체에 넓은 무릎 등은 부피감이 풍부하고 탄력적이어서 보살상의 격이 높다는 것을 알 수 있다.
옷은 양 어깨에 걸쳐 흘러내리고 있는데, 띠주름 무늬가 자연스러워 불상의 특징과 조화를 이루고 있다. 왼손은 배에 대고 병을 들고 있으며 오른손은 가슴에 대었는데 연꽃가지를 잡고 있었던 것 같다.
통일신라 후기의 원만한 특징이 표현된 작품으로 통일신라 후기 내지는 고려 초기에 만들어진 것으로 추정된다.

## 참고 문헌
- 남해 용문사 석조보살좌상 - 국가유산청 국가유산포털